# Southern rap
El Southern rap o southern hip hop ("rap/hip hop sureño") es un estilo de música rap que surgió a finales de la década de los 80 y es muy popular en ciudades del Sur de Estados Unidos como Houston, New Orleans, Atlanta, Miami o Memphis. Dentro de sus subgéneros entran la música de cada escena local como: Memphis rap y Phonk (Memphis), Miami bass (Miami), Trap y Crunk (Atlanta), Chopped and screwed (Houston), Dirty south (Nueva Orleans y Atlanta) y ha influido en muchos subgéneros del hip-hop como el Drill.

## Máximos exponentes
- OutKast
- André 3000
- Goodie Mob
- Geto Boys
- Scarface
- Lil Wayne
- Birdman
- Juvenile
- Master P
- Lil Jon
- Ludacris
- Gucci Mane
- Three 6 Mafia
- YoungBloodZ
- Missy Elliott
- UGK
- Latto
- City Girls
- T.I.
- T-Pain
- Young Jeezy
- 2 Chainz
- Future
- Young Thug
- Young Dolph